# Poropodalius acutus
Poropodalius acutus är en spindeldjursart som beskrevs av Wolfgang Karg 2000. Poropodalius acutus ingår i släktet Poropodalius och familjen Rhodacaridae. Inga underarter finns listade i Catalogue of Life.